# São Tomé e Príncipe ai Giochi della XXVI Olimpiade
São Tomé e Príncipe partecipò alle XXVI Olimpiadi, svoltesi ad Atlanta dal 19 luglio al 4 settembre 1996, con una delegazione di 2 atleti, questa risulta la sua prima partecipazione olimpica di São Tomé e Príncipe.

## Risultati

### Atletica Leggera
Gare maschili
| Atleta     | Evento      | Batteria  | Batteria  | Quarto di finale | Quarto di finale | Semifinale | Semifinale | Finale          | Finale          |
| Atleta     | Evento      | Risultato | Posizione | Risultato        | Posizione        | Risultato  | Posizione  | Risultato       | Posizione       |
| ---------- | ----------- | --------- | --------- | ---------------- | ---------------- | ---------- | ---------- | --------------- | --------------- |
| Odair Baia | 100 m piani | 11"05     | 96        | N.D.             | N.D.             | N.D.       | N.D.       | non qualificato | non qualificato |

Gare femminili
| Atleta          | Evento      | Batteria  | Batteria  | Quarto di finale | Quarto di finale | Semifinale | Semifinale | Finale          | Finale          |
| Atleta          | Evento      | Risultato | Posizione | Risultato        | Posizione        | Risultato  | Posizione  | Risultato       | Posizione       |
| --------------- | ----------- | --------- | --------- | ---------------- | ---------------- | ---------- | ---------- | --------------- | --------------- |
| Sortelina Pires | 100 m piani | 13"31     | 53        | N.D.             | N.D.             | N.D.       | N.D.       | non qualificata | non qualificata |